# Murallas de Pitigliano
Las murallas de Pitigliano constituyen el sistema defensivo del pueblo homónimo.

## Muralla Etrusca
Las primeras murallas de la ciudad fueron construidas por los etruscos, casi con total seguridad, durante el siglo VII a. C..
Las murallas etruscas se construyeron para defender el punto más débil del asentamiento primitivo, que se corresponde con la parte noroccidental del centro histórico actual. En esta zona, de hecho, la elevación de toba sobre la que se eleva Pitigliano es más baja que en otros puntos, lo que hace más probable un asedio enemigo debido a la ausencia de estructuras de defensa adecuadas. Además, el sistema de carreteras de la época, que conectaba el asentamiento etrusco de Pitigliano con la cercana Sovana, podía constituir un posible factor de riesgo ante posibles asedios enemigos.
Las murallas etruscas son visibles actualmente en la parte noroccidental del centro histórico, cerca de la Puerta de Sovana, desde donde se origina la cueva Vie. Estas primeras murallas se presentan en forma de bloques de toba, debajo de los que hay numerosas cuevas, utilizadas principalmente como bodegas. No muy lejos se encuentra la cueva del Oratorio Rupestre. En general, la estructura del período etrusco se puede encontrar cerca de la base de los muros de cortina, ya que en épocas posteriores las murallas se levantaron sobre las ya existentes.

## Muralla Aldobrandesca
En la Edad Media, los Aldobrandeschi controlaron Pitigliano durante un período bastante extenso, reintegrandolo en 1274 al condado de Sovana. Durante este dominio, se construyó la fortaleza, cuyos restos se convitieron en el futuro Palacio Orsini con su correspondiente palacio comunal. 
Los Aldobrandeschi ampliaron considerablemente las murallas preexistentes de origen etrusco, de hecho, delimitaron todo el centro histórico. El tramo de murallas etruscas se elevó para tener un sistema defensivo más efectivo. En ese tramo se construyó la Puerta de Sovana para permitir el acceso al pueblo a los que venían de la capital del condado homónimo.

## Muralla Orisini
Los territorios del Condado de Sovana fueron heredados por la casa de Orsini, quienes decidieron trasladar la capital del estado de Sovana a Pitigliano. Entre finales del siglo XIV y principios del siglo XVII, también los muros de cortina preexistentes que constituían el sistema defensivo de Pitigliano, se reformaron.
Los principales trabajos realizados fueron la transformación de la fortaleza aldobrandesca preexistente en el actual palacio Orsini, dentro del cual se construyó la residencia familiar.
En el lado sureste de la ciudad, la casa de Orsini construyó estructuras fortificadas adicionales para proteger aún más el centro de posibles ataques enemigos. Durante el período del Renacimiento, se finalizó el bastión de la fortaleza, con la puerta de acceso que lleva tanto al pueblo como al complejo de la mansión.
Además, en el siglo XVI, Antonio da Sangallo el Joven diseñó varios bastiones defensivos, que sobresalen del borde del acantilado de toba, sobre los que encuentran apoyo. Mientras que en el pasado se utilizaron como puestos de avistamiento y defensa, actualmente se presentan como terrazas escénicas que se abren de vez en cuando. También al arquitecto florentino se le debe atribuir la Puerta de la Ciudadela que permite el acceso desde el sureste al centro histórico de Pitigliano.

## Aspecto actual
Las murallas de Pitigliano se conservan solo en algunos puntos alrededor del centro histórico, habiendo sido parcialmente incorporadas a los muros exteriores de algunos edificios o demolidas en los puntos donde los acantilados de toba ofrecen un sistema defensivo natural de igual efectividad.
La parte noroccidental aún muestra vestigios de las murallas etruscas y de la puerta de Sovana, construida por los Aldobrandeschi en la Edad Media y posteriormente restaurada.
La parte sur tiene un tramo de muro de cortina, casi con total seguridad de origen medieval, sobre el que descansan los pilares del imponente acueducto del Mediceo.
El extremo sudoriental muestra signos de los trabajos de remodelación llevados a cabo por la casa de Orsini, como el poderoso bastión de la Fortaleza y las otras estructuras fortificadas que rodean el centro histórico delimitando el complejo del Palacio Orsini.  En esta zona se encuentra la Puerta de la Ciudadela, del siglo XV, por la que es posible acceder a la ciudad.
Los muros de cortina y los elementos que los caracterizan están cubiertos de toba. Las diversas terrazas panorámicas, que parecen balcones que sobresalen al acantilado, proceden de los bastiones defensivos añadidos en el siglo XVI.